# أنا وإيرل والفتاة المحتضرة (فلم)
أنا وإيرل والفتاة المحتضرة (بالإنجليزية: Me and Earl and the Dying Girl) هو فيلم كوميديا-دراما أمريكي 2015 من إخراج ألفونسو غوميز-ريجون وكتابة جيسي أندروز، مبني على رواية بنفس العنوان من تأليف جيسي. الفيلم من بطولة توماس مان وأوليفيا كوك ورونالد سايلر الثاني وجون بيرنثال ونيك أوفرمان. عرض الفيلم لأول مرة في مهرجان صاندانس السينمائي 2015 وحظي بتصفيق حار من المشاهدين. كما حصل على جائزتين في المهرجان، الأول جائزة لجنة التحكيم الكبرى لأفضل فيلم درامي أمريكية وجائزة الجمهور لأفضل فيلم دراما أمريكي. من المقرر أن يصدر في 12 يونيو 2015.

## القصة
غريغ (توماس مان) طالب غريب الأطوار في المدرسة الثانوية يعيش في بيتسبرغ يصادق زميلته رايتشل (أوليفيا كوك) المصابة بسرطان الدم. غريغ وصديقه المقرب إيرل (رونالد سايلر الثاني) يصنعان أفلام بميزانية منخفضة في أوقات فراغهم، يقرران صنع فيلم لرايتشل.

## طاقم التمثيل
- توماس مان بدور «غريغ غينس»
- أوليفيا كوك بدور «رايتشل كوشنر»
- رونالد سايلر الثاني بدور «إيرل»
- جون بيرنثال بدور «السيد مكارثي»
- نيك أوفرمان بدور «السيد غينس»

## الإنتاج
بدأ التصوير رئيسي للفيلم في 13 يونيو 2014 في بيتسبرغ، بنسيلفانيا. في 16 يونيو، بدأوا بتصوير مشاهد المدرسة الثانوية.

## الإصدار
في 26 يناير 2015، حصلت فوكس سيرش لايت بيكتشرز على حقوق الفيلم مقابل 12 مليون $، وفي 10 مارس تم التأكيد أن الفيلم سيصدر في 12 يونيو 2015.

## الاستقبال
تلقى الفيلم مراجعات إيجابية من النقاد. حيث حصل على نسبة 81% على موقع الطماطم الفاسدة بنائاً على 156 مراجعة، مع متوسط تقييم 10/7.6، وكان الإجماع النقدي للموقع: «بنصٍ جميل وطاقم مُختار بعناية تامة، أنا وإيرل والفتاة المحتضرة فيلم يتناول موضوع سن البلوغ بسحر وبصيرة غير اعتياديتين». على ميتاكريتيك حاصل على متوسط تقييم 100/74 بناءً على 40 مراجعة.

## جوائز
| قائمة الجوائز                  | قائمة الجوائز                             | قائمة الجوائز       | قائمة الجوائز |
| جائزة / مهرجان سينمائي         | فئة                                       | مستلم (ون)          | نتيجة         |
| ------------------------------ | ----------------------------------------- | ------------------- | ------------- |
| مهرجان صندانس السينمائي الـ 31 | جائزة لجنة التحكيم الكبرى (دراما أمريكية) | ألفونسو غوميز-ريجون | فوز           |
| مهرجان صندانس السينمائي الـ 31 | جائزة الجمهور (دراما أمريكية)             | ألفونسو غوميز-ريجون | فوز           |

## وصلات خارجية
- مقالات تستعمل روابط فنية بلا صلة مع ويكي بيانات

لا توجد روابط لمواقع التواصل الاجتماعي.